# Tubulariidae
Famille
Les Tubulariidae constituent une famille d'hydrozoaires de l'ordre des Anthoathecatae.

## Liste des genres
Selon World Register of Marine Species (7 septembre 2023) :
- genre Bouillonia Petersen, 1990
- genre Dicodonium Haeckel, 1879 — nomen dubium
- genre Ectopleura L. Agassiz, 1862
- genre Hybocodon L. Agassiz, 1860
- genre Lobataria Watson, 2008
- genre Ralpharia Watson, 1980
- genre Tubularia Linnaeus, 1758
- genre Zyzzyzus Stechow, 1921

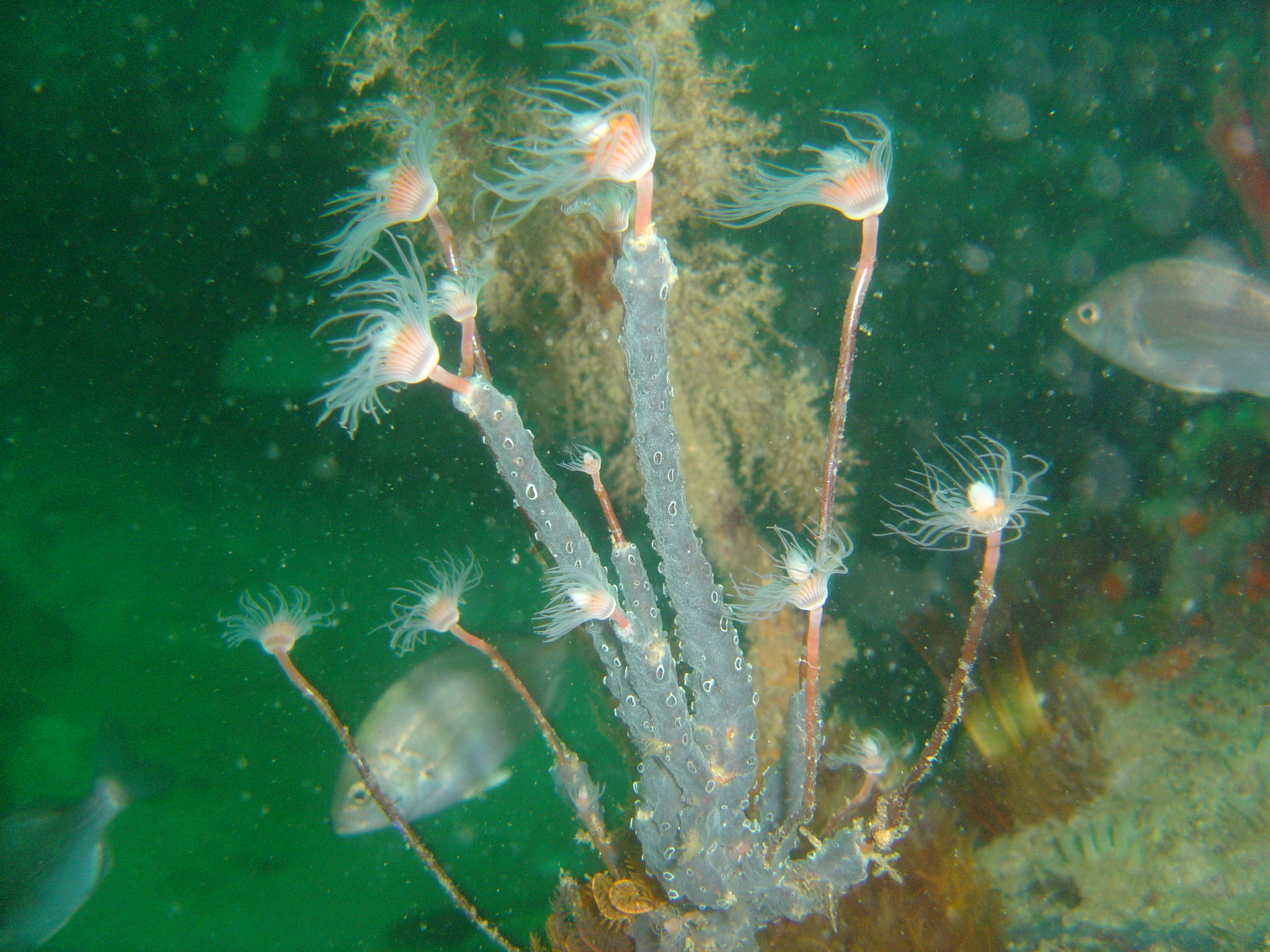
Ectopleura crocea
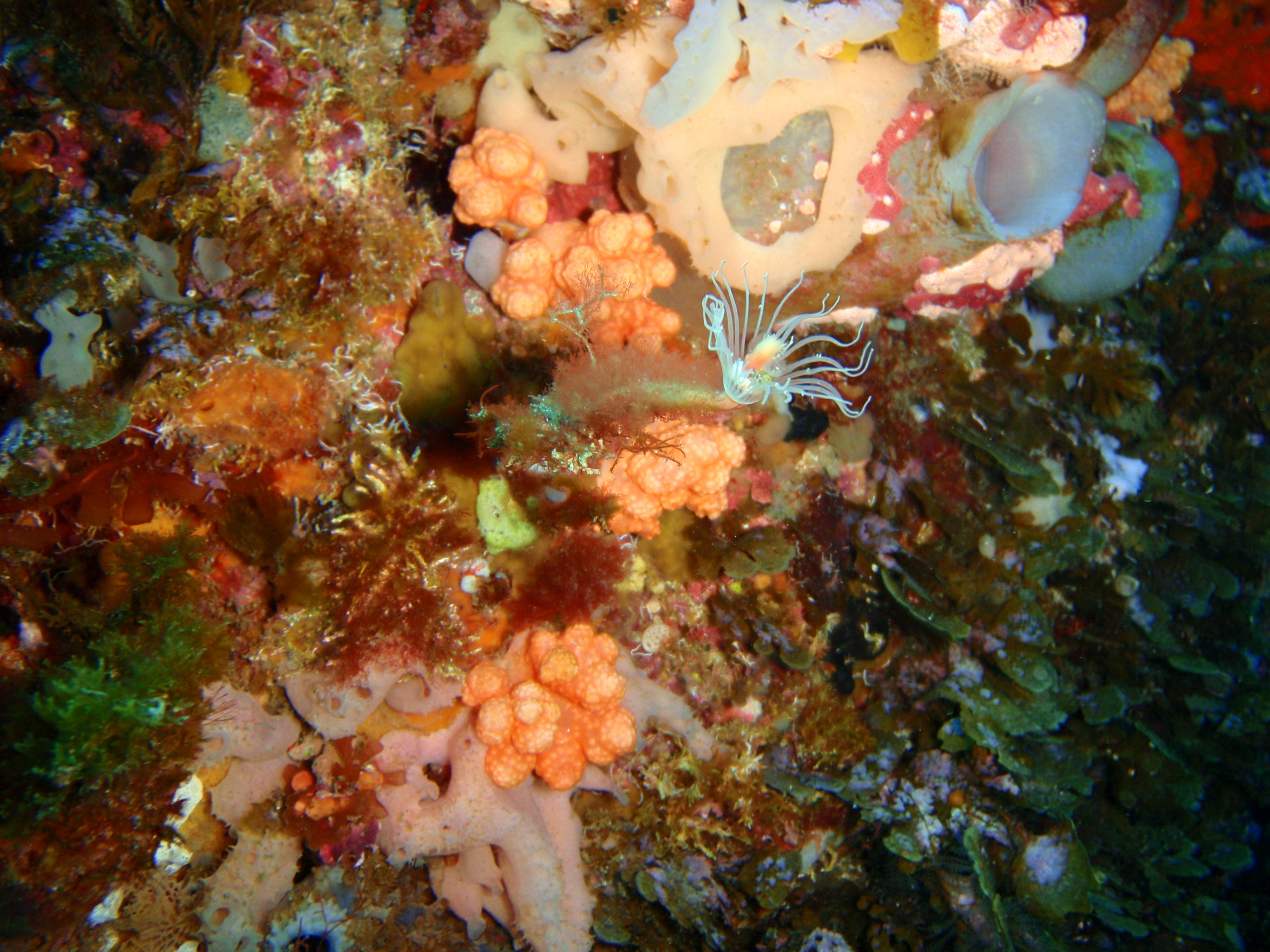
Ralpharia magnifica
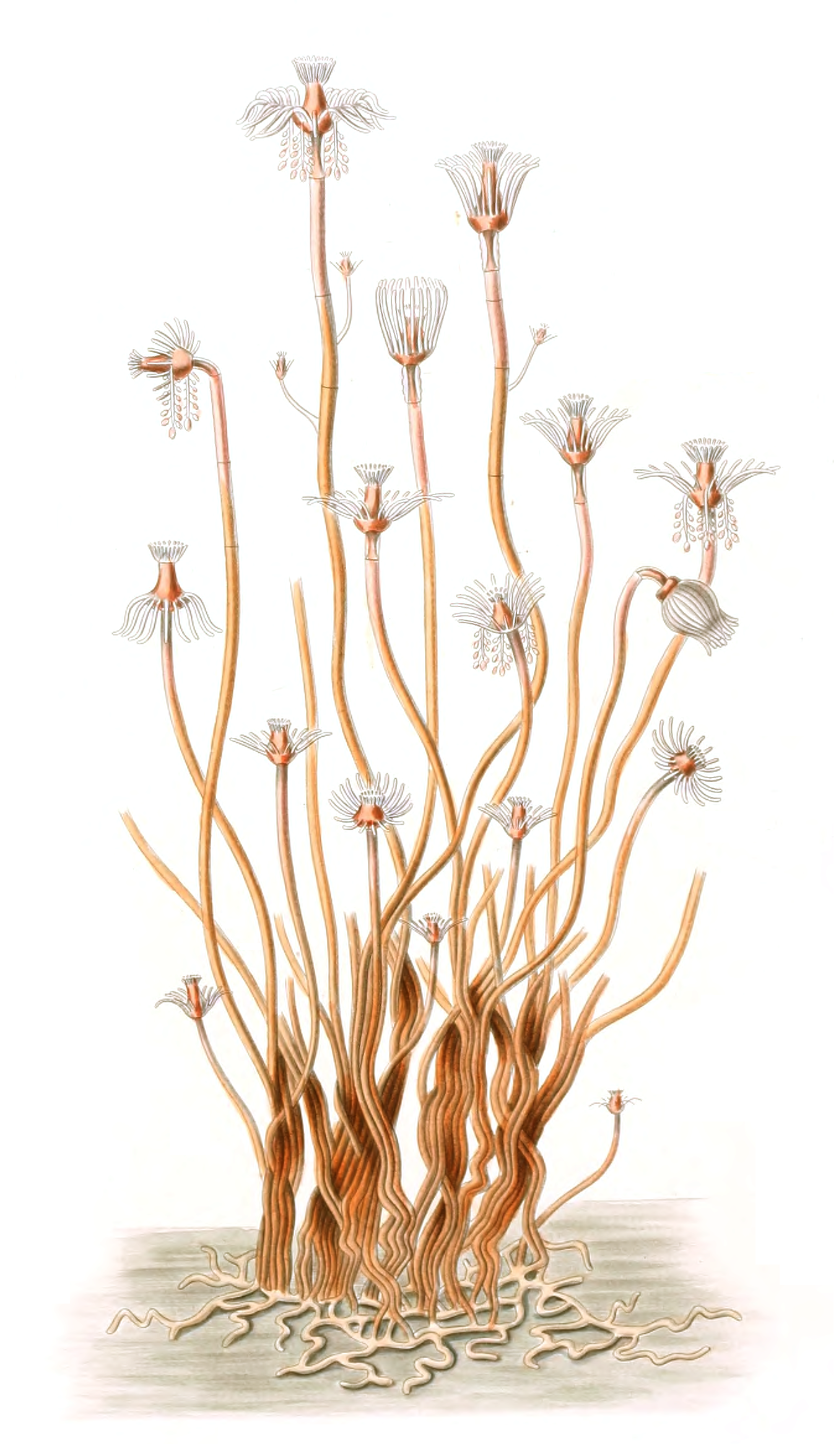
Tubularia indivisa
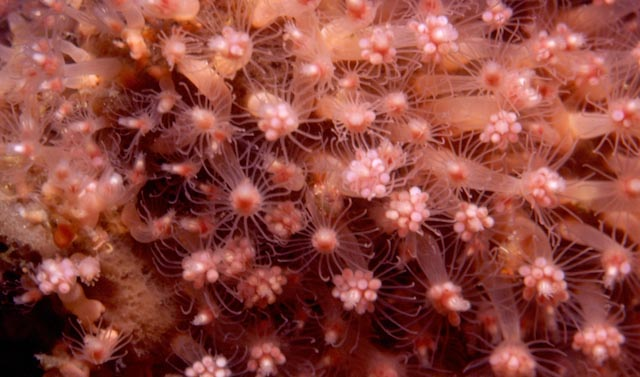
Zyzzyzus warreni